# Oriole Grande
Oriole Grande o Oriule Grande (in croato Vele Orjule) è un'isola della Croazia che fa parte dell'arcipelago delle isole Quarnerine ed è situata a sudest della punta meridionale della penisola d'Istria. Assieme a Oriole Piccola forma le Oriole o Oriuli.
Amministrativamente appartiene alla città di Lussinpiccolo, nella regione litoraneo-montana.

## Geografia

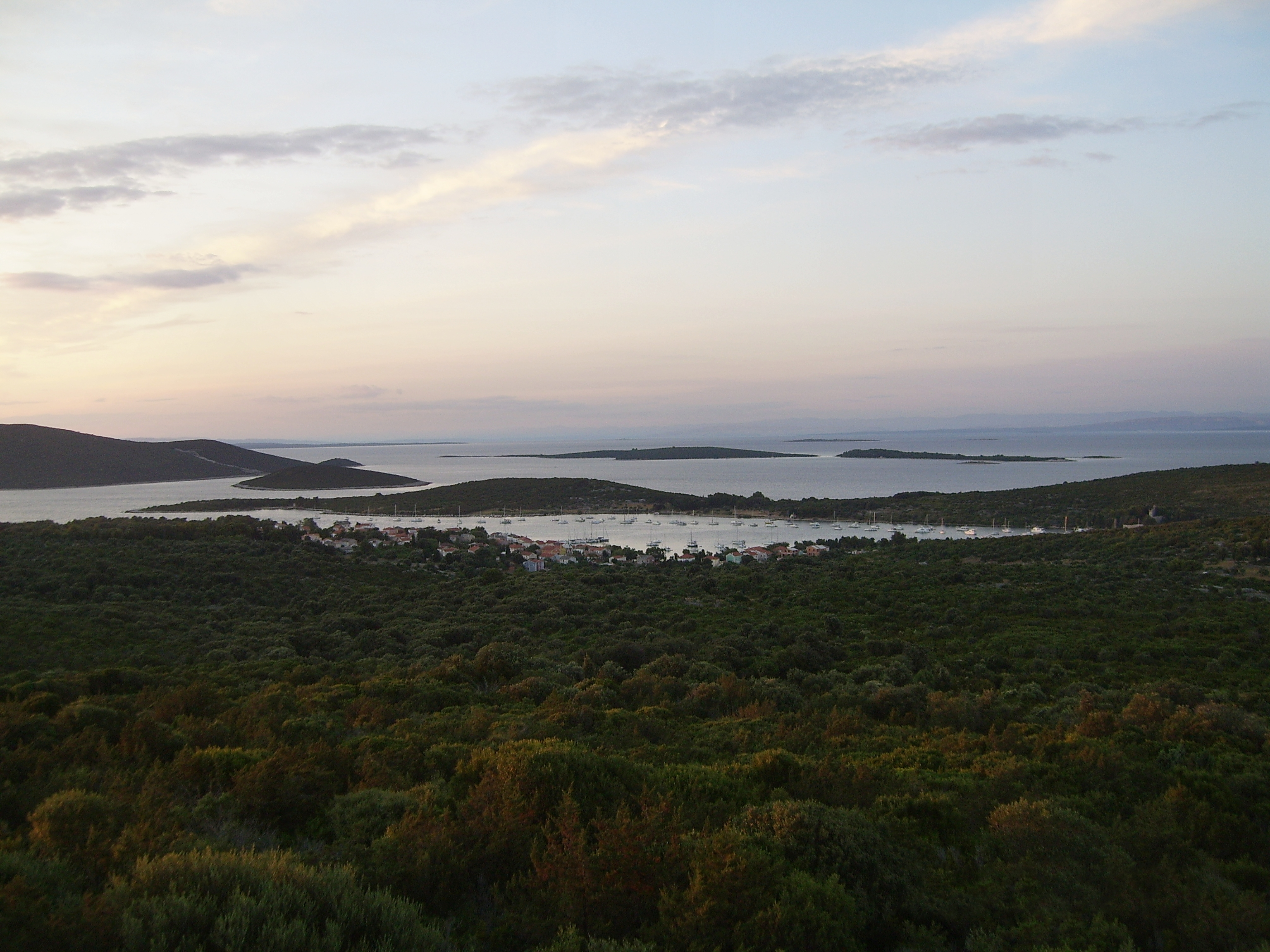
Vista da Asinello, con l'isola di Oriole Grande al centro oltre San Pietro. Si vedono anche Lussino e lo scoglio Capra sulla sinistra, Oriole Piccola a destra, accanto a Oriole Grande, e l'isolotto Palazziol Grande sullo sfondo.

Oriole Grande si trova nella parte meridionale del Quarnaro, 57 km a sudest) dell'Istria e 1 km a est) dell'isola di Lussino; è separata da quest'ultima dal canale di Oriole (Kanal Orjule). Oriole Grande si sviluppa in direzione nord-sud per circa 1,37 km e raggiunge una larghezza massima di 950 m; la sua superficie è di 1,06 km².
Oriole Grande ha una forma irregolare, con un promontorio all'estremità nordoccidentale che termina nella punta di Brule (rt Glavičina) e racchiude la valle Prisca. Per il resto assomiglia ad un rettangolo con un lato frastagliato a nord e un'insenatura ad est.. Il lato meridionale è delimitato dal punta Repusevo (rt Mužon) a ovest e capo Brodina (rt Brodina) a est. Al centro, l'isola raggiunge la sua elevazione massima di 30,3 m s.l.m. sul monte Pristavnizza (Pristavnica) Le coste si sviluppano per 5,895 km.
A sudest, 50 m al di là dello stretto Prolaz, si trova l'isola di Oriole Piccola.
L'isola è disabitata; nella parte meridionale ci sono alcuni edifici in rovina, mentre le acque lungo la costa occidentale sono utilizzate come punto d'approdo per le imbarcazioni.